# Стойкий лентикулярный гиперкератоз Флегеля
Стойкий лентикулярный гиперкератоз Флегеля — редкая разновидность фолликулярного кератоза, для которого характерно наличие распространённых мелких роговых папул.

## Эпидемиология
Заболевание проявляется в юношеском и среднем возрасте.

## Этиология и патогенез
Заболевание наследуется по аутосомно-доминантному типу.
В основе заболевания лежит нарушение синтеза кератина 55к. В результате чего в очагах поражения нарушается кератинизация.

## Клиническая картина
На коже образуются красновато-коричневые папулы с роговой чешуйкой. Размеры папул от 1 до 5 мм в диаметре. При удалении чешуйки образуется поверхность с мелкими точечными кровоизлияниями. Больных обычно не беспокоит зуд. Локализация поражений: тыл стоп, голени, бедра, реже поражаются кисти, туловище, ушные раковины. Слизистые оболочки, как правило, интактны.

## Диагностика
Диагноз ставится на основании клинической картины, данных анамнеза и результатах гистологического исследования биоптатов кожи. 

## Дифференциальная диагностика
Дифференциальную диагностику проводят со следующими заболеваниями:
- болезнь Дарье-Уайта;
- порокератоз Мибелли;
- болезнь Кирле;
- верруциформная эпидермодисплазия Левандовского-Лютца;
- псориаз [1].

## Лечение
При лечении стойкого лентикулярного гиперкератоза Флегеля применяют системные ретиноиды, цитостатики, глюкокортикостероиды, витамин А. Местно применяют кератолитические мази.

## Примечание
1. 1 2 3  Федеральные клинические рекомендации. Дерматовенерология: Болезни кожи. Инфекции, передаваемые половым путем. — Деловой экспресс, 2015. — 768 с. — ISBN 978-5-89644-123-6.
2. ↑  Н.Н. ПОТЕКАЕВ. Реактивные дерматозы // КЛИНИЧЕСКАЯ ДЕРМАТОЛОГИЯ И ВЕНЕРОЛОГИЯ 1. — 2010.